# إيفان فيسينكو
إيفان فيسينكو (بالروسية: Иван Фесенко)‏ هو رياضياتي روسي، ولد في 1962 في سانت بطرسبرغ في روسيا.

## وصلات خارجية
- الموقع الرسمي